# لن (نیدرزاکسن)
لن (به آلمانی: Lenne) یک شهر در آلمان است که در هولتسمیندن واقع شده‌است. لن ۷۲۰ نفر جمعیت دارد.